# How It Ends
Cet article concerne la chanson. Pour le film, voir How It Ends (film).
How it Ends est le quatrième album du groupe DeVotchKa, sorti en 2004.
La chanson éponyme de cet album fait notamment partie de la bande originale du film Little Miss Sunshine, de la musique d'une publicité pour le groupe Suez, et de la musique de la publicité pour le jeu vidéo Gears of War 2, l'instrumental de cette chanson est également très utilisé à la télévision français pour des reportages ou documentaires.

## Pistes
1. You Love Me – 4:02
2. The Enemy Guns – 4:21
3. No One Is Watching – 0:25
4. Twenty-Six Temptations – 4:12
5. How It Ends – 6:59
6. Charlotte Mittnacht (The Fabulous Destiny Of...) – 3:06
7. We're Leaving – 4:42
8. Dearly Departed – 5:12
9. Such a Lovely Thing  – 4:40
10. Too Tired – 4:00
11. Viens Avec Moi – 5:01
12. This Place Is Haunted – 3:19
13. Lunnaya Pogonka – 5:18
14. Reprise – 1:45